# Benita Plezere
Benita Plezere-Eglīte (geborene Benita Plezere, am 12. Oktober 1937 in Riga, Lettland) ist eine Lettin, die als Jugendliche mit ihrer Familie nach Sibirien deportiert wurde und für ihre dort gefertigten Zeichnungen bekannt ist.

## Biographie
Benitas Vater stammte aus Annenieki, einem kleinen Dorf bei Dobele, wo die Familie eine 205-Hektar-Farm namens „Tērces“ besaß. Benita wuchs dort gemeinsam mit ihrem Bruder und ihrer Schwester auf. Ihre Mutter stammte aus Jelgava. Am 25. März 1949 deportierte man Benita Plezere und ihre Familie im Rahmen einer großangelegten Operation nach Omsk, da sie als Kulaken-Familie eingestuft wurden, weil sie vor dem Zweiten Weltkrieg mehr als 30 Hektar Land besaßen. Die Familie lebte für sieben Jahre in Sibirien, bevor sie die Erlaubnis bekam, zurückzukehren. 1956 kam sie zurück in die Lettische SSR.

## Zeichnungen
Benita Plezere ist bekannt für ihre Zeichnungen, die sie während ihrer Zeit in Sibirien machte und an ihre Patin in Lettland schickte. Die Zeichnungen stellten die Verhaftung ihrer Familie, die Reise nach Sibirien und ihr alltägliches Leben in Omsk dar. Als die Familie 1956 nach Lettland zurückkehrte, versteckte ihre Mutter die Zeichnungen aus Angst vor möglichen Konsequenzen. Nachdem Lettland seine Unabhängigkeit wiedererlangt hatte, wurden die Zeichnungen dem Okkupationsmuseum Lettlands gespendet. 1996 wurde eine Auswahl an Zeichnungen in dem Buch Through the eyes of a Child veröffentlicht. 2016 wurde eine temporäre Ausstellung gleichen Namens im Okkupationsmuseum eröffnet und ein kurzer Sandfilm entstand basierend auf dem Leben von Benita Plezere.